# Burjanismo
El burjanismo o burkhanismo, también llamado Ak Jang, es un nuevo movimiento religioso que surgió entre los pueblos indígenas de la región (okrug) rusa de Gorno Altái entre 1904 y la década de 1930. La Rusia zarista sospechaba del potencial de este movimiento para suscitar el descontento en los nativos y la posible intromisión de potencias extranjeras. Las autoridades soviéticas lo suprimieron completamente ante la preocupación por su potencial para unificar a los pueblos túrquicos siberianos bajo un nacionalismo común.
Originalmente milenarista, carismático y antichamanista, el movimiento burjanista perdió gradualmente la mayoría de estas cualidades y con el tiempo pasó a ser cada vez más rutinario, institucionalizado (en torno a una jerarquía de recitadores épicos orales) y condescendiente con la religión tradicional altaica preexistente. Aún pervive hoy en día en diversas formas restituidas.

## Origen del nombre
Una de las deidades burjanistas es Ak-Burkhan o "burjan blanco". Burkhan significa dios o buda en las lenguas mongólicas, a pesar de lo cual el burjanismo no se considera budista dado que el término también se utiliza en nomenclatura chamanista. Por ejemplo, en el chamanismo mongol el nombre de la montaña más sagrada, considerada lugar de nacimiento y de descanso final de Gengis Kan, es Burkhan Khaldun. Ak-Burkhan es solo uno del panteón venerado por los burjanistas (véase lista más abajo), pero a pesar de ello es Ak-Burkhan el origen de la religión en ruso y a partir de este a otros idiomas.
El nombre altaico de la religión es Ak Jang (fe blanca). El adjetivo blanco hace referencia al énfasis en el mundo superior de la cosmología de tres mundos del tengrianismo túrquico y mongol. Otra posibilidad es que el nombra aluda al rechazo en el Ak Jang a los sacrificios animales en favor de ofrendas de leche de caballo o alcohol producido a partir de esta. "Jang" significa autoridad, fe, costumbre, ley o principio, y reglas de una reunión. En escenarios más coloquiales el término puede usarse también para expresar "la manera de hacer las cosas" y se usa para referirse tanto a las religiones como a los sistemas políticos.

## Comienzos

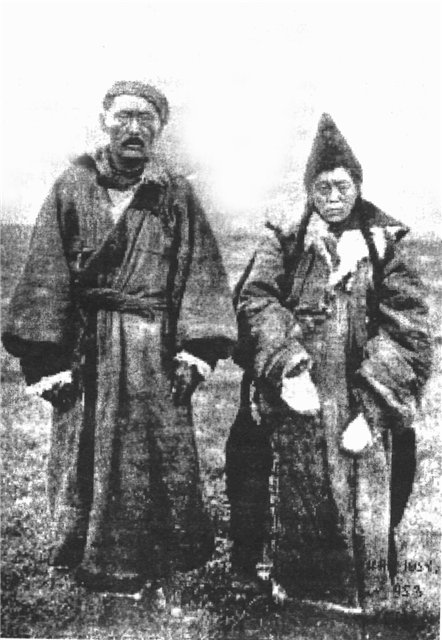
Chet Chelpan y su mujer Kul.

En abril de 1904 Chet Chelpan (o Chet Chelpanov) y su hija adoptiva Chugul Sarok Chandyk informaron de visiones de un jinete vestido de blanco y a lomos de un caballo también blanco. Esta figura, a la que llamaron Ak-Burkhan ("burjan blanco"), anunció según ellos la inminente llegada del héroe mesiánico mítico Oirat Khan. Chet y Chugul reunieron a cientos de altaicos para reuniones de oración, al principio en el Valle de Tereng, que turbas de rusos suprimieron violentamente. Chet y Chugul fueron arrestados y liberados en 1906 después de que se demostrase que la religión no era una amenaza para el gobierno zarista.
El investigador Andrei Znamenski compara el movimiento burjanista con otros movimientos restituyentes indígenas del mundo, como los de la danza de los espíritus de los nativos americanos o el culto cargo melanesio. En este caso, afirma, las motivaciones principales era el temor de los altaicos al desplazamiento a cargo de los colonizadores rusos (rusificación) y a verse sometidos a los impuestos y el servicio militar de la misma manera que cualquier campesino ruso.
Andrei Vinogradov considera el burjanismo un típico patrón de movilización nómada turco-mongol, destinado a unir familias y clanes (seok) en un imperio de la estepa (que en este caso no llegó a materializarse nunca). La veneración burjanista de los héroes de los poemas épicos orales cumpliría la misma función centralizadora de la veneración de otros héroes divinos como Gesar, Manas o Gengis Kan. Como tal constituiría un aspecto de la religión turco-mongola, distinta del chamanismo.
Tras el arresto de Chet y Chugul, Tyryi Akemchi llegó a convertirse en el más importante iarlikchi y ayudó a organizar el movimiento. Gracias a su exposición al budismo durante los años que pasó como traductor en Mongolia, Tyryi añadió adornos budistas a los rituales burjanistas, como las campanas. En menos de una década la mayoría de la población altaica se había unido a la nueva fe.

## Deidades
El burjanismo acepta los "tres mundos" de la tradición mongola y túrquica. Estos eran el mundo superior, el medio y el inferior, en otras palabras el cielo, la tierra y el inframundo. Rechaza, sin embargo, la veneración de las deidades tradicionales asociadas con el inframundo y además importa muchas figuras del acervo épico oral altaico a la adoración del culto, figuras que no eran veneradas por la parte chamánica de la religión altaica.
Uch Kurbustan: "Uch" significa "tres" y "Kurbustan" viene del sogdiano "Khormazta" (y este a su vez del avéstico Ahura Mazda). Es, por tanto, un dios trino. A pesar de haber llegado a través de epopeyas orales, Uch Kurbustan es una espíritu generalizado en la región en vez de ser un héroe de esas historias con una personalidad definida. Podría ser análogo del dios supremo turco-mongol Tengri ("cielo/paraíso").
En vez de ser una importación desde el budismo, el cristianismo o el islam turco, esta trinidad en particular posiblemente haya sido inspirada por otros dioses y héroes trinos de la cultura túrquica, a veces con la forma de un dios con tres hijos. Uch Kurbustan tiene relación con los siguientes tres héroes mesiánicos, también del legado oral épico altaico:
Oirat o Galden-Oirat: ancestro mitológico de los mongoles occidentales. Una combinación histórica de cierto número de líderes mongoles occidentales reales de en torno al siglo XVII.
Amyrsana: legendario caudillo Oirat que abandonó territorio chino y llegó a Rusia tras la destrucción de Jungaria en 1756 a cargo de los Qing.
Shunu ("Lobo"): la versión altaica de Ashina, el ancestro totémico lupino reconocido por diversos pueblos túrquicos.
Los dioses del mundo superior o aru tos ("ancestros puros") se consideran fragmentos o emanaciones de Uch Kurbustan. El burjanismo los designa como Burjans. Entre ellos están:
Ak-Burkhan ("Burjan blanco"): se le representa como un anciano de pelo, abrigo y gorro blancos además de un caballo blanco. Posiblemente análogo del mongol "viejo blanco", Tsagan Ebugen. Símbolo de buena fortuna.
Jajyk: un espíritu mediador informe, ayuda en la comunicación entre humanos y dioses. Vinogradov lo compara con el Espíritu Santo. Los altaicos distinguen entre Ak-Jajyk ("Jajyk blanco") que lleva mensajes a los dioses del mundo superior, y un Sary-Jajyk ("Jajyk amarillo") que hace lo mismo con los dioses del mundo medio y al que se identifica con el fuego del hogar.
Umai: la diosa de lo nacimientos y los niños. Otras tradiciones túrquicas (no la altaica) la convierten en consorte del dios supremo Tengri y por tanto en la figura materna primordial.
Ot-ene: la "madre del fuego", venerada antes de cada sacrificio pero especialmente durante uno de los tres principales festivales burjanistas.
Los dioses del "mundo medio" (las ámbitos familiares de los asuntos humanos y de la naturaleza) incluyen numerosos espíritus locales como los asociados a las montañas (taika-eezi) o manantiales (arzhans) o señores de la caza. También pueden estar asociados con clanes o seok particulares. Los más generales incluyen:
Altai-eezi, el "Señor del Altai": una especie de genius loci, adaptado para adecuarse a la conciencia nacional altaica.
Ul'gan: antepasado espiritual de varios clanes altaicos. En origen era un nombre propio que se generalizó. Algunas fuentes describen a Ul'gan como el creador del universo en la teología burjanista lo que es probablemente un malentendido.
Históricamente el burjanismo rechazaba a los dioses tradicionales del inframundo, en especial a Erlik, su jefe. Este rechazo está muy relacionado con el rechazo en el burjanismo del chamanismo altaico y su consiguiente encumbramiento de los recitadores épicos o yarlikchi. En este caso en particular al hablar de "chamanes" se hace referencia a los manjaktu karms, es decir, los "portadores de vestiduras" especialistas en comunicarse con los dioses del inframundo. Ambos rechazos provenían muy probablemente de la tradición oral épica que a menudo presentaba a los chamanes como villanos.

## Prácticas
- Quema de enebro (archyn) para bendecir, purificar o curar.
- Altares en los hogares o las colinas (kure o murgul) con velas y ofrendas de leche.
- Levantamiento de hitos (oboo)
- Recitado, composición y promoción de poemas épicos orales.
- Adivinación y control del clima.
- Despliegue de cintas y banderines blancos y amarillos colgados de árboles o cuerdas, o pendiendo de detrás del gorro del portador.
- Oraciones de pie con las manos alzadas o mientras se está postrado.
- Celebración de festivales:
  - Shuten o Murgul: festival semianual (primavera y otoño) dedicado a Uch Kurbustan.
  - Chok o Jajyk Choktor: festival otoñal dedicado a los jajyks.
  - Ot Takyr: dedicado a Ot-Ene.

Algunas fuentes hablan de una lista de "veinte mandamientos" en el burjanismo pero las evidencias son escasas. El alcohol y el tabaco estaban proscritos al principio.
Chugul llegó a ser venerado como receptor principal del mensaje original. No ocurrió lo mismo con Chet aunque ambos eran tratados con títulos honoríficos.

## Burjanismo hoy en día
El pintor ruso Nikolái Roerich y su esposa Helena Roerich atravesaron el macizo de Altái en 1926 y Nikolái pintó la obra Oirat - Mensajero del Burjan Blanco basándose en su interpretación del movimiento. Curiosamente el título de la pintura parece una interpretación errónea de la teología: en realidad es el burjan blanco el que es mensajero de Oirat. Los seguidores del Agni Yoga, un movimiento esotérico fundado por los Roerich, han fomentado un resurgimiento reciente del interés en el burjanismo entre no-altaicos. Al mismo tiempo insisten en la relación con el budismo tibetano y la veneración del monte Beluja, elementos que no se encontraban en el burjanismo tradicional.
Un cierto número de organizaciones restauradoras burjanistas emergieron durante los noventa, sobre todo como intentos de formular o preservar una identidad etnonacionalista altaica. Con ese fin muchos de ellos han optado por reconsiderar la controversia inicial del burjanismo con el chamanismo y el budismo. Los principales movimientos y sus fundadores son:
- Ak Jang (Altaichy Sanashkin)
- Ak Sanaa (Dzhana Alekseeva)
- Teneri (Nina Antonova y Danil Mamyev)
- Ak Suus (Nikolai Shodoev)
- Ak Jang (Sergei Kysnev)
- Agaru Jan (sin líder específico)